# Mariam Ghani
Mariam Ghani és una artista, cineasta, escriptora i professora resident a Brooklyn. La seva pràctica artística explora com es construeixen i reconstrueixen les històries, els llocs, les identitats i les comunitats, i com els canviants relats públics i privats integren i qüestionen aquestes construccions. Els seus vídeos i instal·lacions s'han presentat internacionalment en museus com el MoMA de Nova York, la Tate Modern de Londres i la National Gallery de Washington, i en propostes com DOX de Copenhaguen, Transmediale de Berlín, Futura de Praga, Curtacinema de Rio de Janeiro, EMAP de Seül, d/Art de Sydney, Bodhi Art de Bombai i Rotterdam Film Festival, a les biennals de Xarjah i Liverpool i a la dOCUMENTA (13), a Kassel i Kabul. Els seus projectes públics i participatius han tingut el suport de Creative Time (Nova York), Visual Foreign Correspondants (Berlín i Amsterdam), CEPA Gallery (Buffalo), Arab American National Museum (Detroit), Turbulence, Longwood i artwurl (en línia). Els seus textos han aparegut a Abitare, Filmmaker, FUSE, Mousse, Pavilion i, en línia, Sarai Reader, Radical History Review i The New York Review of Books. Guardonada amb la NYFA i la Soros Fellowships, ha obtingut subvencions de la Graham Foundation, la CEC ArtsLink, la Mid-Atlantic Arts Foundation i l'Experimental Television Center, i ha fet residències a Eyebeam Atelier i Smack Mellon (Nova York) i a Akademie Schloss Solitude (Stuttgart). Els seus escrits de crítica sobre desaparició, política, poètica, cinema i vídeo i arxius en xarxa s'han difós arreu. Ghani també fa conferències i organitza exposicions, tallers i debats. Llicenciada en literatura comparada a la Universitat de Nova York, va fer un màster de fotografia, vídeo i mitjans afins a l'School of Visual Arts (Nova York) i ha impartit classes en diverses universitats. Actualment és professora visitant a la Universitat de Nova York.